# Wereldkampioenschappen schermen 2005
De 53ste wereldkampioenschappen schermen werden gehouden in Leipzig, Duitsland in 2005. De organisatie lag in de handen van de FIE.

## Resultaten

### Mannen
| Discipline         | Goud                                                                      | Goud | Zilver                                                       | Zilver | Brons                                                                | Brons   |
| ------------------ | ------------------------------------------------------------------------- | ---- | ------------------------------------------------------------ | ------ | -------------------------------------------------------------------- | ------- |
| Floret individueel | Salvatore Sanzo                                                           | ITA  | Zhang Liangliang                                             | CHN    | Nicolas Beaudan Andrej Dejev                                         | FRA RUS |
| Degen individueel  | Pavel Kolobkov                                                            | RUS  | Fabrice Jeannet                                              | FRA    | Bas Verwijlen Claus Mørch                                            | NED NOR |
| Sabel individueel  | Mihai Covaliu                                                             | ROU  | Stanislav Pozdnjakov                                         | RUS    | Oleh Sjtoerbabin Aleksej Jakimenko                                   | UKR RUS |
| Floret ploegen     | Nicolas Beaudan Brice Guyart Erwann Le Péchoux Victor Sintès              | FRA  | Andrea Baldini Andrea Cassarà Salvatore Sanzo Simone Vanni   | ITA    | Dominik Behr Ralf Bißdorf Peter Joppich Benjamin Kleibrink           | GER     |
| Degen ploegen      | Érik Boisse Fabrice Jeannet Jérôme Jeannet Ulrich Robeiri                 | FRA  | Jörg Fiedler Sven Schmid Martin Schmitt Daniel Strigel       | GER    | Maksym Chvorost Dmytro Karjoetsjenko Vitaliy Osharov Dmytro Tsjoemak | UKR     |
| Sabel ploegen      | Aleksej Diatsjenko Aleksej Frossin Aleksej Jakimenko Stanislav Pozdnjakov | RUS  | Andrea Aquili Aldo Montano Giampiero Pastore Luigi Tarantino | ITA    | Vincent Anstett Nicolas Lopez Julien Pillet Boris Sanson             | FRA     |

### Vrouwen
| Discipline         | Goud                                                                      | Goud | Zilver                                                                       | Zilver | Brons                                                             | Brons   |
| ------------------ | ------------------------------------------------------------------------- | ---- | ---------------------------------------------------------------------------- | ------ | ----------------------------------------------------------------- | ------- |
| Floret individueel | Valentina Vezzali                                                         | ITA  | Anja Müller                                                                  | GER    | Edina Knapek Adeline Wuillème                                     | HUN FRA |
| Degen individueel  | Danuta Dmowska                                                            | POL  | Maarika Võsu                                                                 | EST    | Laura Flessel-Colovic Sherraine Schalm                            | FRA CAN |
| Sabel individueel  | Anne-Lise Touya                                                           | FRA  | Sofja Velikaja                                                               | RUS    | Ilaria Bianco Alessandra Lucchino                                 | ITA     |
| Floret ploegen     | Jung Gil-ok Lee Hye-sun Nam Hyun-hee Seo Mi-jung                          | KOR  | Andreea Andrei Cristina Ghita Roxana Scarlat Cristina Stahl                  | ROU    | Astrid Guyart Corinne Maîtrejean Céline Seigneur Adeline Wuillème | FRA     |
| Degen ploegen      | Sarah Daninthe Laura Flessel-Colovic Hajnalka Kiraly-Picot Maureen Nisima | FRA  | Adrienn Hormay Julia Revesz Emese Szász Hajnalka Tóth                        | HUN    | Claudia Bokel Imke Duplitzer Britta Heidemann Monika Sozanska     | GER     |
| Sabel ploegen      | Sada Jacobson Aleksandra Shelton Caitlin Thompson Mariel Zagunis          | USA  | Jekaterina Fjodorkina Svetlana Kormilitsyna Jelena Netsjajeva Sofja Velikaja | RUS    | Edina Csaba Orsolya Nagy Gabriella Sznopek Dora Varga             | HUN     |

## Medaillespiegel
| Plaats | Land             | Goud | Zilver | Brons | Totaal |
| 1      | Frankrijk        | 4    | 1      | 5     | 10     |
| 2      | Rusland          | 2    | 3      | 2     | 7      |
| 3      | Italië           | 2    | 2      | 2     | 6      |
| 4      | Roemenië         | 1    | 1      | 0     | 2      |
| 5      | Polen            | 1    | 0      | 0     | 1      |
| 5      | Verenigde Staten | 1    | 0      | 0     | 1      |
| 5      | Zuid-Korea       | 1    | 0      | 0     | 1      |
| 8      | Duitsland        | 0    | 2      | 2     | 4      |
| 9      | Hongarije        | 0    | 1      | 2     | 3      |
| 10     | China            | 0    | 1      | 0     | 1      |
| 10     | Estland          | 0    | 1      | 0     | 1      |
| 12     | Oekraïne         | 0    | 0      | 2     | 2      |
| 13     | Canada           | 0    | 0      | 1     | 1      |
| 13     | Nederland        | 0    | 0      | 1     | 1      |
| 13     | Noorwegen        | 0    | 0      | 1     | 1      |
| Totaal | Totaal           | 12   | 12     | 18    | 42     |

1937 · 1938 · 1947 · 1948 · 1949 · 1950 · 1951 · 1952 · 1953 · 1954 · 1955 · 1956 · 1957 · 1958 · 1959 · 1961 · 1962 · 1963 · 1965 · 1966 · 1967 · 1969 · 1970 · 1971 · 1973 · 1974 · 1975 · 1977 · 1978 · 1979 · 1981 · 1982 · 1983 · 1985 · 1986 · 1987 · 1988 · 1989 · 1990 · 1991 · 1992 · 1993 · 1994 · 1995 · 1997 · 1998 · 1999 · 2000 · 2001 · 2002 · 2003 · 2004 · 2005 · 2006 · 2007 · 2008 · 2009 · 2010 · 2011 · 2012 · 2013 · 2014 · 2015 · 2016 · 2017 · 2018 · 2019 · 2022 · 2023